# Muerte y funeral de estado de Pierre Trudeau
La muerte y el funeral de Estado de Pierre Trudeau tuvieron lugar en septiembre de 2000. Pierre Trudeau fue el 15.º Primer ministro de Canadá, desde 1968 hasta 1984, con una breve interrupción en 1979–1980. Trudeau murió el 28 de septiembre de 2000. Su ataúd estuvo en Parliament Hill desde el 30 de septiembre hasta el 1 de octubre y al día siguiente en el ayuntamiento de Montreal. El 3 de octubre, se celebró un funeral de estado en la Basílica de Notre-Dame de Montreal.

## Muerte y homenajes
Trudeau murió el jueves 28 de septiembre a las 3:00 p. m. en su casa en Montreal con sus hijos, Justin (quien se convirtió en el 23.º Primer ministro de Canadá en 2015) y Sacha, y su esposa, Margaret a su lado. Su muerte llega 20 días antes de cumplir 81 años. Padecía la enfermedad de Parkinson y el cáncer de próstata.

### Tributos
Las banderas en la Torre de la Paz, en todo Canadá y en todo el mundo se ordenaron ondear a media asta hasta el atardecer del día del funeral. La gente comenzó a llegar a la casa de Trudeau y estableció un memorial improvisado allí. Hubo tributos de los líderes mundiales, incluido el presidente de los Estados Unidos, Bill Clinton.
La Llama del Centenario en Parliament Hill se convirtió en el lugar no oficial para conmemorar la muerte de Trudeau, donde la gente traía mensajes de condolencia y rosas, el símbolo de Pierre Trudeau. La reina Isabel II rindió homenaje a su ex primer ministro y, en la Cámara de los Comunes, los líderes políticos de Canadá hicieron lo mismo, comenzando por el primer ministro Jean Chrétien, quien, en el momento de la muerte de Trudeau, se dirigía a Jamaica y regresó de inmediato a Ottawa. El líder de la oposición Stockwell Day, el líder conservador progresivo Joe Clark (ex primer ministro), la líder del Nuevo Partido Demócrata, Alexa McDonough, y el líder del Bloc Québécois Gilles Duceppe siguieron, al igual que el presidente de la Cámara de los Comunes, Gilbert Parent. Los miembros del parlamento rindieron homenaje a Trudeau, muchos con rosas, antes de que la casa se levantara por respeto.

## Eventos en Parliament Hill
El 30 de septiembre comenzaron los eventos funerarios del estado. El ataúd de Trudeau fue llevado a Ottawa en un avión de las Fuerzas Canadienses. A su llegada, fue impulsado por un coche fúnebre en una simple procesión a través de la capital de la nación hasta Parliament Hill.
Cuando el ataúd llegó, la campana de la Torre de la Paz tocó 81 veces, una por cada año de la vida de Trudeau.

### Capilla ardiente
El ataúd de Trudeau fue transportado por un guardia de honor de la Real Policía Montada de Canadá al Hall of Honor en el Bloque Central de Parliament Hill para estar en el estado. Su familia pasó unos 15 minutos a solas con el ataúd, lejos de la prensa. La gobernadora general Adrienne Clarkson y su esposo, John Ralston Saul, y Chrétien y su esposa, Aline, presentaron sus respetos.
Durante la siguiente hora, los dignatarios, incluidos senadores, miembros del Parlamento y el cuerpo diplomático vieron el ataúd del ex primer ministro.

### Vista pública
Después de que los dignatarios presentaron sus respetos, las puertas del Bloque Central de Parliament Hill se abrieron a los ciudadanos que esperaban afuera. Una corriente constante de personas, algunas de las cuales esperaban hasta siete horas, pasaron por el ataúd de Trudeau mientras estaba en el Salón de Honor. Muchos también trajeron rosas, una firma de Trudeau, para colocar alrededor de la Llama del Centenario al pie del Bloque Central.
Alrededor de 60,000 personas pasaron el ataúd de Trudeau mientras estaba en estado. La exesposa de Trudeau, Margaret, fue una de ellas.

### Tributos finales
Los tributos finales en Ottawa ocurrieron el 2 de octubre. El primer ministro Jean Chrétien y otros dignatarios presentaron sus respetos finales. Se disparó un saludo de 19 cañones cuando se sacó el ataúd de Trudeau. La banda central de las fuerzas canadienses tocó el himno nacional.
En el cortejo estaban los hijos de Trudeau, el primer ministro y su esposa, y amigos cercanos. La banda tocó "Auld Lang Syne" cuando el cortejo abandonó Parliament Hill.

## Funeral de Estado
El funeral oficial del estado se llevó a cabo en la Basílica de Notre-Dame de Montreal el 3 de octubre de 2000.
El día comenzó en el Ayuntamiento. La familia de Trudeau pasó algunos momentos a solas con su ataúd antes de retirarla y llevarla a la Basílica, acompañada por diez oficiales de la RCMP que marchaban a su lado. A lo largo de la ruta, algunos aplaudieron, mientras otros lloraban, agitaban banderas canadienses o simplemente permanecían en silencio mientras Trudeau hacía su último viaje a través de su Montreal natal.

### Servicio funerario
Alrededor de 3.000 personas se reunieron en la Basílica de Notre-Dame de Montreal para el servicio, incluido el duque de York, la entonces gobernadora general Adrienne Clarkson, el primer ministro Jean Chrétien y otros líderes canadienses (incluido el único rival de Trudeau, Joe Clark). Los ex primeros ministros John Turner y Brian Mulroney también asistieron. Dignatarios extranjeros incluidos el presidente de Cuba Fidel Castro, el expresidente de los Estados Unidos Jimmy Carter y el Aga Khan, los expresidentes de México Luis Echeverría y José López Portillo, el expresidente de Francia Valéry Giscard d'Estaing, el expresidente de Chile Patricio Aylwin y el ex primer ministro de Australia Gough Whitlam, quienes fueron portadores honorarios junto con Leonard Cohen y el colega del gabinete de Trudeau Marc Lalonde. Konstantinos Stephanopoulos, presidente de Grecia, también estuvo presente. Varios miles de personas se congregaron fuera de la Basílica para ver el funeral en pantallas gigantes.
Cuando el ataúd entró en la basílica, el coro cantó "Jesús, alegría de los deseos del hombre" de Bach. Entonces el arzobispo de Montreal, el cardenal Jean-Claude Turcotte, dio la invocación. Sacha Trudeau dio una lectura. Luego se cantó el "Ave María" de Gounod.
Después de las lecturas, los amigos de Trudeau, Roy Heenan y el exsenador Jacques Hébert, pronunciaron elogios; y luego, memorablemente, por el hijo mayor de Trudeau, Justin, cuyo conmovedor tributo a su padre redujo a muchas personas a las lágrimas. El elogio de Justin, en inglés y francés, concluyó con las palabras "Je t'aime, papá (" Te amo, papá "), seguido de un espontáneo aplauso de la audiencia antes de que apoyara la cabeza en el ataúd de su padre y llorara.
Después del servicio, que concluyó con el canto del himno nacional, el ataúd se sacó de la Basílica y se colocó en el coche fúnebre para el viaje al cementerio de St-Remi-de-Napierville para el entierro en la parcela de la familia Trudeau. Sólo la familia inmediata de Trudeau estuvo presente para el entierro.